# Stan Pearson
Stanley Clare Pearson (Salford, 11 gennaio 1919 – Jacksonville, 20 febbraio 1997) è stato un allenatore di calcio e calciatore inglese, di ruolo attaccante.

## Carriera

### Club
Nato a Salford, Pearson venne acquistato dal Manchester United a 15 anni, quando nel 1936 andava ancora a scuola, facendo il suo debutto all'età di 17 anni nella vittoria per 7-1 sul Chesterfield il 13 novembre 1937, e andò anche a segno nelle successive due apparizioni, in quella stagione lo United militava in Division 2. Tuttavia il suo grande inizio di carriera allo United è stato portato ad una brusca frenata con lo scoppio della Seconda guerra mondiale, quando aveva appena 19 anni. Ha servito il suo paese durante la Guerra che si concluse con un tour in India da parte del team britannico per contribuire a sollevare il morale delle truppe.
Una volta che la guerra era finita, Pearson e il resto dei giocatori del Manchester United che avevano servito nelle forze armate fecero ritorno al club, a giocare per il nuovo allenatore, il sergente maggiore Matt Busby.
Nel 1954 Stan Pearson firmò per il Bury dove giocò mantenendo altissimi livelli per 3 anni per poi passare a giocare e gestire Chester City.
Durante i suoi 18 anni al Manchester Unietd Stan Pearson ha segnato moltissimi gol collaborazione con il collega di reparto Jack Rowley, entrambi nella Top 10 dei marcatori del Manchester Unietd insieme hanno realizzato 360 reti per il club, oltre a loro 2 nella grande linea d'attacco del Manchester c'erano Jimmy Delaney, Johnny Morris e Charlie Mitton. Ha anche vinto la FA Cup nel 1947-1948 e il Campionato nel 1951-1952.
Si ritirò nel 1959 a 40 anni e fu uno degli atleti più anziani ad aver giocato nel campionato inglese.

### Nazionale
Con la Nazionale inglese ha disputato 8 partite andando a segno 5 volte.

### Dopo il ritiro
Ironia della sorte, in pensione dal gioco Pearson seguito le orme del suo grande amico Jack Rowley e ha lavorato come un postino per l'ufficio postale di Prestbury.

## Statistiche

### Presenze e reti nei club
| Competizione  | Squadra           | Presenze | Gol |
| ------------- | ----------------- | -------- | --- |
| Premiership   | Manchester United | 0        | 0   |
| Division 1    | Manchester United | 301      | 125 |
| Division 2    | Manchester United | 11       | 2   |
| FA Cup        | Manchester United | 30       | 21  |
| Altre partite | Manchester United | 1        | 0   |
| Totale        | Manchester Utd    | 343      | 148 |
| Totale        | Bury              | 121      | 56  |
| Totale        | Chester City      | 57       | 16  |
| Totale        |                   | 521      | 220 |
| Nazionale     | Inghilterra       | 8        | 5   |

### Presenze nel Manchester United in dettaglio
| Stagione | Squadra        | Division1 | Division1 | Division2 | Division2 | FA Cup   | FA Cup | Totale   | Totale |
| Stagione | Squadra        | Presenze  | Gol       | Presenze  | Gol       | Presenze | Gol    | Presenze | Gol    |
| -------- | -------------- | --------- | --------- | --------- | --------- | -------- | ------ | -------- | ------ |
| 1937-38  | Manchester Utd | -         | -         | 11        | 2         | 1        | 1      | 12       | 3      |
| 1938-39  | Manchester Utd | 9         | 1         | -         | -         | -        | -      | 9        | 1      |
| 1946-47  | Manchester Utd | 42        | 19        | -         | -         | 2        | 0      | 44       | 19     |
| 1947-48  | Manchester Utd | 40        | 18        | -         | -         | 6        | 8      | 46       | 26     |
| 1948-49  | Manchester Utd | 39        | 14        | -         | -         | 8        | 3      | 47       | 17     |
| 1949-50  | Manchester Utd | 41        | 15        | -         | -         | 4        | 2      | 45       | 17     |
| 1950-51  | Manchester Utd | 39        | 18        | -         | -         | 4        | 5      | 43       | 23     |
| 1951-52  | Manchester Utd | 41        | 22        | -         | -         | 1        | 0      | 42       | 22     |
| 1952-53  | Manchester Utd | 38        | 16        | -         | -         | 4        | 2      | 43       | 18     |
| 1953-54  | Manchester Utd | 11        | 2         | -         | -         | -        | -      | 11       | 2      |

## Palmarès

### Club

#### Competizioni nazionali
- Campionato inglese: 1

Manchester United: 1951-1952
- Coppa d'Inghilterra: 1

Manchester United: 1947-1948
- Community Shield: 1

Manchester United: 1952